# 汉兴
汉兴（338年四月-343年）是十六国时期成汉政权汉昭文帝李寿的年号，共计6年。
汉兴六年八月李势即位沿用，明年改元太和元年。
发行的汉兴钱是中国第一个年号钱。

## 纪年
| 汉兴 | 元年  | 二年  | 三年  | 四年  | 五年  | 六年  |
| ---- | ----- | ----- | ----- | ----- | ----- | ----- |
| 公元 | 338年 | 339年 | 340年 | 341年 | 342年 | 343年 |
| 干支 | 戊戌  | 己亥  | 庚子  | 辛丑  | 壬寅  | 癸卯  |

## 参看
- 中国年号索引
- 同期存在的其他政权年号
  - 咸康（335年-342年）：东晋皇帝晉成帝司馬衍年号
  - 建元（343年-344年）：东晋皇帝晉康帝司馬岳的年号
  - 建兴：前凉政权年号
  - 建武（335年-348年）：后赵政权石虎年号
  - 建国（338年十一月-376年）：代政权拓跋什翼犍年号